# Axel Troost

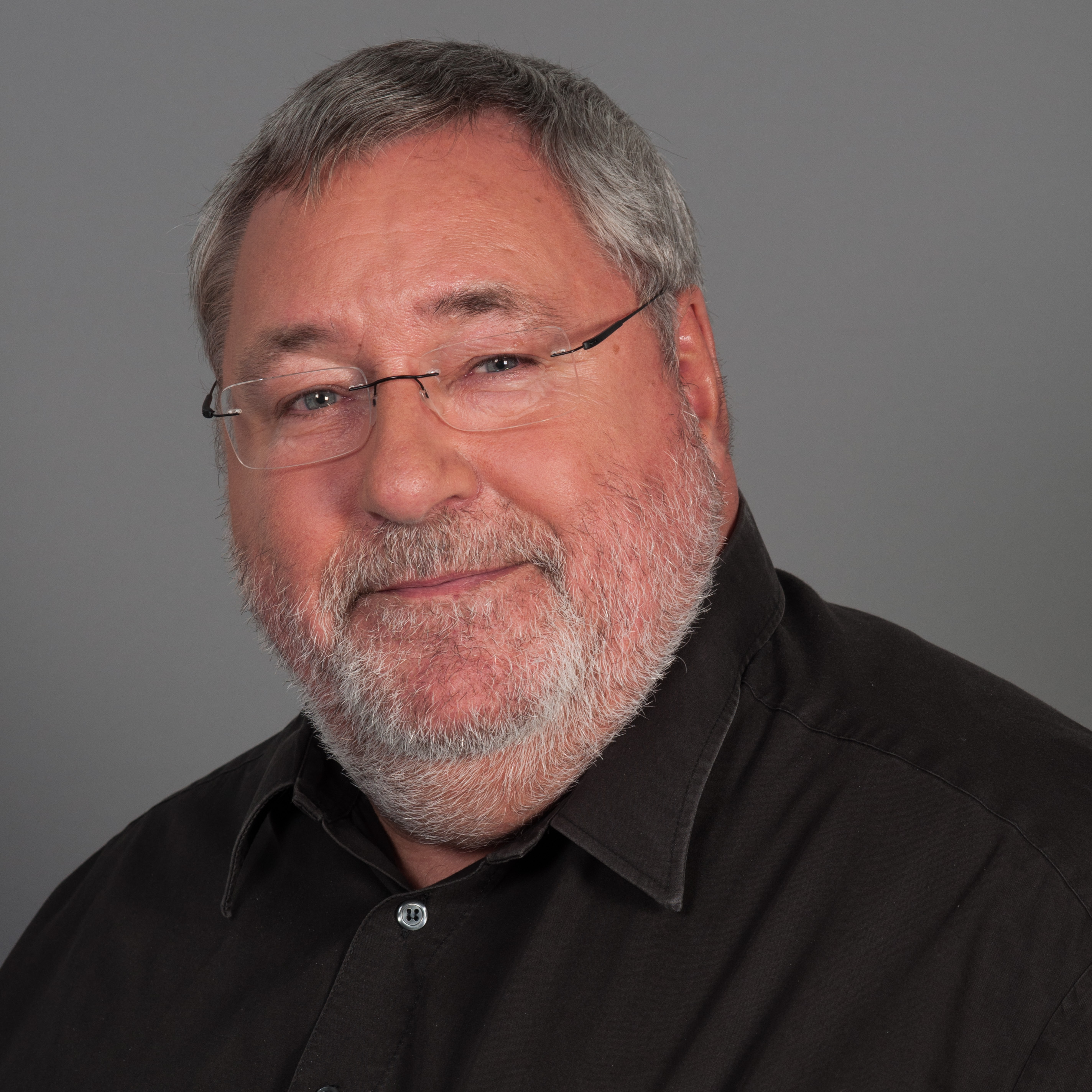
Axel Troost (2014)

Axel Troost (* 1. September 1954 in Hagen; † 6. Januar 2023 in Leipzig) war ein deutscher Wirtschaftswissenschaftler und Politiker (Die Linke). Er war von 2005 bis 2017 sowie kurzzeitig 2021 Mitglied des Deutschen Bundestages.

## Biografie

### Ausbildung und Beruf
Troost erwarb 1973 das Abitur an der Schule Schloss Salem. Er studierte Volkswirtschaftslehre an der Philipps-Universität Marburg und schloss als Diplom-Volkswirt ab. 1982 erlangte er dort seine Promotion zum Dr. rer. pol. mit der Arbeit Staatsverschuldung und Kreditinstitute – die öffentliche Kreditaufnahme im Rahmen des gesamten Kredit- und Dienstleistungsgeschäfts der Geschäftsbanken.
Ab 1981 war Troost Geschäftsführer der Arbeitsgruppe Alternative Wirtschaftspolitik und seit 1984 geschäftsführender Gesellschafter des Progress-Instituts für Wirtschaftsforschung (PIW GmbH) in Bremen und Teltow. Daneben war er von 1990 bis 2001 Geschäftsführer der Büro für Strukturforschung Rostock gGmbH in Rostock.

### Parteilaufbahn
Troost, der von 1970 bis 1973 Mitglied der SPD und von 1976 bis 1984 Mitglied der DKP war, gehörte zu den Mitbegründern der WASG und war von 2005 bis 2007 Mitglied ihres geschäftsführenden Bundesvorstandes. Ab der Fusion der Linkspartei.PDS und der WASG gehörte er dem Bundesvorstand der Partei Die Linke an. Von 2005 bis 2007 war er Landessprecher im Landesverband Bremen und von 2009 bis 2011 Mitglied des Landesvorstandes des Landesverbandes Sachsen. Ab Juni 2012 war er stellvertretender Vorsitzender der Partei. Beim digitalen Bundesparteitag im Februar 2021 kandidierte er satzungsgemäß nicht erneut für dieses Amt, wurde aber in den Parteivorstand gewählt, dem er bis zum 8. Parteitag im Juni 2022 angehörte.

### Abgeordnetentätigkeit
Von 2005 bis 2021 war Troost (mit Unterbrechung) Mitglied des Deutschen Bundestages. Hier war er finanzpolitischer Sprecher der Linksfraktion. In der 16. Wahlperiode war er stellvertretendes Mitglied in der Föderalismuskommission II und Mitglied im HRE-Untersuchungsausschuss, der die Vorgänge in der Hypo Real Estate im Rahmen der Finanzkrise beleuchten sollte. In der 17. Wahlperiode war er einer der Parlamentarischen Geschäftsführer und Mitglied im Finanzausschuss sowie im Unterausschuss Kommunales.
In der 18. Wahlperiode war er erneut finanzpolitischer Sprecher und Obmann im Finanzausschuss, Mitglied im Verwaltungsrat der Bundesanstalt für Finanzdienstleistungsaufsicht (BaFin) und Sprecher der sächsischen Landesgruppe der linken Bundestagsabgeordneten.
Bei der Bundestagswahl 2017 kandidierte Troost auf Platz 6 der Landesliste Sachsen seiner Partei, erhielt aber kein Mandat mehr. Am 16. Februar 2021 rückte er für den ausgeschiedenen Michael Leutert in den Bundestag nach. Mit dem Ende der Legislaturperiode im Oktober 2021 schied er wieder aus dem Bundestag aus.

### Sonstiges Engagement
Axel Troost war ab 2010 Vorstandsmitglied des Instituts Solidarische Moderne (ISM) und ab 2014 einer der fünf Sprecher sowie der Geschäftsführer des ISM. Er war langjähriges Mitglied von Attac und des Bundes demokratischer Wissenschaftlerinnen und Wissenschaftler (BdWi). Nach langer Mitgliedschaft in der IG Metall war er ab 2009 ver.di-Mitglied.
Ab November 2017 war er Senior Fellow für Wirtschafts- und Europapolitik beim Institut für Gesellschaftsanalyse der Rosa-Luxemburg-Stiftung (RLS).

### Privates
Axel Troost war verheiratet und hatte zwei Kinder und drei Enkel. Er starb am 6. Januar 2023 nach kurzer schwerer Krankheit im Alter von 68 Jahren in Leipzig.
Am 17. Juni 2023 fand eine Gedenkveranstaltung und Konferenz der Rosa-Luxemburg-Stiftung statt. In dieser wurden von Rudolf Hickel, Andrea Ypsilanti, Mechthild Schrotten, Achim Truger und anderen sein politökonomisches Werk und zentrale Themen daraus diskutiert.

## Publikationen
- Sozialproduktberechnungen in der BRD und in der DDR: Vergleich der Methoden und Ergebnisse. Marburg 1978.
- Staatsverschuldung und Kreditinstitute: Die öffentliche Kreditaufnahme im Rahmen des gesamten Kredit- und Dienstleistungsgeschäftes der Geschäftsbanken. Frankfurt am Main 1984. Dissertation Online
- mit Martin Mathes: Der Angriff auf die Sparkassen. In: Blätter für deutsche und internationale Politik, Heft 7/2007
- mit Raoul Didier/Philipp Hersel: Jenseits von Liechtenstein. Steuerungerechtigkeit und deutsche Kleinstaaterei. In: Blätter für deutsche und internationale Politik, Heft 4/2008
- mit Nicola Liebert: Das Billionengrab. Steueroasen und Schattenbanken. In: Blätter für deutsche und internationale Politik, Heft 3/2009
- mit Philipp Hersel: Das Versagen der Landesbanken. In: Blätter für deutsche und internationale Politik, Heft 6/2009
- Das Kasino bleibt geöffnet. In: Blätter für deutsche und internationale Politik 2/2011, Seite 75–84 online
- Quo vadis Finanzreform? Die Vorhaben zur Regulierung der internationalen Finanzmärkte und was daraus geworden ist. RLS-Standpunkte 3/2011 online
- Demokratisierung des Finanzsektors: gangbare Wege – konkrete Akteure. in: SOZIALISMUS 3/2012 Online
- mit Philipp Hersel: Die Euro-Krise als Zäsur: Eine neue Finanz-, Geld-, und Wirtschaftspolitik in Europa. In: LUXEMBURG vom 16. April 2012 Online
- »Alle haben einen Sprung über den eigenen Schatten gemacht.« Gespräch mit Axel Troost über Wege in die WASG und Wege in die LINKE. In: SOZIALISMUS 6/2012 Online
- mit Rudolf Hickel: Euro-Zone vor dem Ende? Rettung durch kurzfristig entschiedenes Handeln mit einer Vision für Europa Online
- mit Nicola Liebert und Rainald Ötsch: Deals im Dunkeln. Ziele und Wege der Regulierung von Schattenbanken. RLS-Papers, Online
- Hintergrund: Staatsverschuldung in Deutschland – 2. aktualisierte Fassung Online
- mit Tobias Kaphegyi und Henrik Piltz: Bildungsfinanzierung im föderalen Magerstaat. In: Sozialismus 5/2013 Online
- mit Nicola Liebert: Besteuerung mit Augenmaß – Vermögen ist nicht gleich Vermögen. In: Blätter für deutsche und internationale Politik 6/2013, Online
- Szenarien eines Endes der Euro-Zone – Beispielhafte Darstellung von ökonomischen Auswirkungen Online
- EU: Steuerflucht als Geschäftsmodell. In: Blätter für deutsche und internationale Politik 12/2013 Online
- mit Philipp Hersel: EZB könnte Verluste bei Anleihekäufen locker schultern. Online
- mit Rainald Ötsch: Bail-in statt Bail-out: Bankenunion ohne Biss. In: Blätter für deutsche und internationale Politik 7/2014 Online
- mit Lisa Paus: Eine Europäische Ausgleichsunion – Die Währungsunion 2.0, Schriftenreihe Denkanstöße des Institutes Solidarische Moderne (ISM) online
- mit Philipp Hersel: Solidarisches Miteinander statt ruinöser Wettbewerb – Europäische Ausgleichsunion. in: SOZIALISMUS 12/2011 online
- mit Cansel Kiziltepe und Lisa Paus: Die ungelöste Eurokrise – Zwischenfazit und Ausblick anlässlich der Europawahl. ISM-Denkanstoß Nr. 16 Online
- mit Jan Restat: Länderfinanzausgleich 2020: Die Spaltung der Republik. In: Blätter für deutsche und internationale Politik 9/2014 Online
- mit Carsten Sieling: „Schwarze Null“ oder öffentliche Wachstumsimpulse? (2015), über rot-rot-grüne Verständigungspotenziale. In: SOZIALISMUS 2/2015 Online
- Rot-Rot-Grün: Aufbruch ohne Denkverbote. In: Blätter für deutsche und internationale Politik 3/2015 Online
- mit Alexander Recht, Paul Schäfer und Alban Werner: Aprilthesen. Wo wir stehen und was getan werden sollte. In: SOZIALISMUS 4/2015 Online, pdf
- mit Rainald Ötsch: Bankenabwicklung: Zwischen Fata Morgana und Wirklichkeit. Rosa Luxemburg Stiftung Reihe Analysen, Juli 2015 Online (PDF)
- mit Joachim Bischoff und Björn Radke: Industrie der Zukunft? Wertschöpfung zwischen De-Industrialisierung und vierter industrieller Revolution. Supplement der Zeitschrift Sozialismus 6/2015 Online
- mit Marco Bülow und Lisa Paus: Schuldenkolonie Griechenland – ein bleibender Auftrag für die plurale Linke, Institut Solidarische Moderne (ISM), Schriftenreihe Denkanstöße Nr. 17, August 2015 Online
- Die Deutsche Bank – eine der kriminellsten Banken der Welt. 12/2015 Online
- Nimmt der Länderfinanzausgleich den Anreiz zum Steuervollzug? In: Wirtschaftsdienst 9/2016 Online
- mit Klaus Busch/Gesine Schwan/Frank Bsirske/Joachim Bischoff/Mechthild Schrooten/Harald Wolf: Europa geht auch solidarisch. Streitschrift für eine andere EU, VSA-Verlag 2016 Online
- Griechische Politik im Faktencheck – Was Griechenland zur Krisenbewältigung tatsächlich geleistet hat. RLS ONLINE-Publikation 10/2017 Online
- Sebastian Dullien, Dierk Hirschel, Jan Priewe, Sabine Reiner, Daniela Trochowski, Axel Troost, Achim Truger und Harald Wolf: Zukunftsinvestitionen ermöglichen – Spielräume der Schuldenbremse in den Bundesländern nutzen! Online
- Axel Troost und Rainald Ötsch: Chance vertan – Zehn Jahre Finanzkrise und Regulierung der Finanzmärkte – Eine Bilanz. RLS-Analysen August 2018 Online
- Klaus Steinitz und Axel Troost: Versprechen nicht erfüllt. Zur wirtschaftlichen Entwicklung Ostdeutschlands seit dem Herbst 1989. RLS-Analysen September 2018 Online
- mit Klaus Busch und Joachim Bischoff: Wohin treibt Europa? Eine kurze Bilanz vor den Wahlen zum Europäischen Parlament 2019 Online
- mit Rainald Ötsch: Umsteuern in Athen. Griechische Steuerpolitik unter Syriza und den Memoranden. RLS-Analysen 55, Juni 2019 Online
- Nach der Kohle – Alternativen für einen Strukturwandel in der Lausitz. Studie der Rosa-Luxemburg-Stiftung 6. Juni 2019 Online
- Kohle-Ausstieg – Beteiligt die Reviere! Aus: Blätter für deutsche und internationale Politik 9/2019 Online
- mit Rainald Ötsch: CO2-Preis: Weder Superheld noch Superschurke. Zur Einordnung eines sinnvollen Klimaschutzinstruments. RLS-Standpunkt 8/2019 19. September 2019 Online
- mit Cornelia Heintze und Rainald Ötsch: Die Beschäftigungslücke in der sozialen Infrastruktur. RLS-Studie 2-2020 (Online)
- mit Rainald Ötsch: Zerrieben und geschrumpft: Die Finanztransaktionssteuer – Aufstieg, Fall und Perspektiven. RLS-Analysen Nr. 62, Dezember 2020 (Online)
- mit Rainald Ötsch: Reichtum rückverteilen. Plädoyer für die Wiedererhebung der Vermögensteuer mit progressivem Tarif. RLS-Papers 4/2020 (Online)
- Ansätze und Kontroversen alternativer Wachstumspolitik. Januar 2021 (Online)

als Herausgeber
- 10 Jahre Arbeitsgruppe Alternative Wirtschaftspolitik: Erfahrungen, Wirkungen, Aufgaben. PIW, Bremen 1986.
- Schwerpunktheft: Zehn Jahre „Aufbau Ost“ – Widersprüchliche Ergebnisse, Probleme und Alternativen. PIW, Bremen 2000.
- Vollbeschäftigung und eine starke Sozialverfassung – Alternativen für eine Neue Ökonomie in Europa: Erklärung und Memorandum europäischer WirtschaftswissenschaftlerInnen. PIW, Bremen 2001.
- Massenarbeitslosigkeit bekämpfen – Arbeit eine Perspektive geben: Der öffentlich geförderte Beschäftigungssektor, ÖBS-Kongress der PDS-Bundestagsfraktion am 26. und 27. April 2002, Berlin, Haus am Köllnischen Park. PIW, Bremen 2002.
- mit Thomas Händel: Arbeitszeitentwicklung in Europa. Eine Studie von Steffen Lehndorff, Alexandra Wagner und Christine Franz im Auftrag der GUE/NGL, 2011 online
- mit Thomas Händel (Hrsg.) Von der Sozialstaatspartei zur neuen LINKEN. Eine Geschichte der Wahlalternative Arbeit und soziale Gerechtigkeit (WASG), Mai 2016 Online
- mit Mechthild Schrooten, Heinz-J. Bontrup und Carsten Sieling (Hrsg.): Alternative Wirtschaftspolitik. Wissenschaft – Beratung – Publizistik. Rudolf Hickel zum 80. Geburtstag. Januar 2022, 272 Seiten, ISBN 978-3-96488-136-6
- gemeinsam mit Rudolf Hickel und Norbert Reuter (Hrsg.): Soziale Kipppunkte, bedrohte Existenzen, wachsende Armut. Alternativen zu Geldentwertung und Kaufkraftverlusten, VSA Verlag, Hamburg 2023, ISBN 978-3-96488-175-5.